# Closterus lameerei
Closterus lameerei là một loài bọ cánh cứng trong họ Cerambycidae.